# Godfried I van Anjou
Godfried I van Anjou, bijgenaamd "grauwhemd" (grisegonelle), (938 - Marçon, 21 juli 987) was een zoon van graaf Fulco II van Anjou en Gerberga van Orléans.
Godfried was graaf van Anjou van 958 tot 987. Hij zette de politiek van zijn familie door en richtte zich op overheersing van het graafschap Nantes en uitbreiding in de richting van Poitou. Godfried organiseerde de verdediging van zijn graafschap tegen Normandië, door de bouw van kastelen waar hij burggraven benoemde. Hij nam in 962 deel aan de campagne van koning Lotharius van Frankrijk en Theobald I van Blois tegen Normandië. Deze liep echter slecht af en Normandië kreeg de macht over Nantes waarna Godfried ook een verdediging tegen Nantes moest organiseren. Ook in 962 maakte Godfried een pelgrimstocht naar Rome.
In 966 verwierf Godfried het recht om de abt van Saint-Aubin van Angers te benoemen. Hij veroverde in 970 de steden Loudun en Mirebeau in Poitou maar werd uiteindelijk verslagen door Willem IV van Aquitanië. In 978 begon hij vijandelijkheden met Odo I van Blois. Godfried werd door zijn tweede huwelijk in 979 graaf van Chalon-sur-Saône. In 981 bracht hij Conan I van Bretagne een zware nederlaag toe bij Conquereuil, na een conflict over de benoeming van de graaf van Nantes. Godfried was daarmee op het toppunt van zijn macht: hij was seneschalk van Frankrijk en zijn zus Adelheid trouwde in 983 met de kroonprins Lodewijk (V).
Na een jaar scheidde Lodewijk alweer van Adelheid, die ongeveer 20 jaar ouder dan haar man moet zijn geweest. Voor Godfried was dit aanleiding om een van de felste tegenstanders van de koning te worden. In 984 nam hij de graaf van Nantes gevangen omdat hij Lotharius als zijn leenheer had gehuldigd. Godfried bouwde vervolgens enkele kastelen in het graafschap Nantes en liet de graaf pas na een jaar weer vrij. In 985 verbond Godfried zich met Hugo Capet, tegen de koning. Zij belegerden in 987 het kasteel van Marçon, een leengoed van Blois, waarbij Godfried echter de dood vond.
Tijdens zijn bewind verzamelde Godfried bezittingen in het hele westen van Frankrijk, van Vermandois tot Auvergne. Hij steunde de invoering van de benedictijner leefregels in kloosters. Godfried is begraven in de Saint-Martin te Châteauneuf.
Godfried was in zijn eerste huwelijk gehuwd met Adelheid van Meaux (934 - 974), dochter van Robert I van Meaux en Adelheid (ca. 928 - na augustus 987), zelf dochter van Giselbert van Chalon en Ermengarde. 
Zij kregen de volgende kinderen:
- Ermengarde van Anjou (956-1024), gehuwd met hertog Conan I van Bretagne
- Fulco III van Anjou (ca. 965/970 - 1040).
- Godfried (ovl. na 974)
- Gerberga (982-), die huwde met Willem, (978-), een zoon van Arnold I van Angoulême.

In zijn tweede huwelijk (979) trouwde Godfried met Adelheid van Chalon, weduwe van Lambert I van Chalon. Zij kregen een zoon:
- Maurice, gehuwd met een dochter van Amalrik van Saintes. Vader van Godfried en Otger.

Er is onduidelijkheid over beide echtgenotes van Godfried. Sommige bronnen stellen dat ze dezelfde persoon waren, of zusters.

## Voorouders
| Voorouders van Godfried I van Anjou (938-987) | Voorouders van Godfried I van Anjou (938-987)                            | Voorouders van Godfried I van Anjou (938-987)                            | Voorouders van Godfried I van Anjou (938-987)                            | Voorouders van Godfried I van Anjou (938-987)                            | Voorouders van Godfried I van Anjou (938-987)                            | Voorouders van Godfried I van Anjou (938-987)                            | Voorouders van Godfried I van Anjou (938-987)                            | Voorouders van Godfried I van Anjou (938-987)                            |
| --------------------------------------------- | ------------------------------------------------------------------------ | ------------------------------------------------------------------------ | ------------------------------------------------------------------------ | ------------------------------------------------------------------------ | ------------------------------------------------------------------------ | ------------------------------------------------------------------------ | ------------------------------------------------------------------------ | ------------------------------------------------------------------------ |
| Overgrootouders                               | Ingelgerius (845-888) ∞ Adelheid van Gâtinais (-)                        | Ingelgerius (845-888) ∞ Adelheid van Gâtinais (-)                        | Warnerius, heer van Loches (-) ∞ Tecandra (-)                            | Warnerius, heer van Loches (-) ∞ Tecandra (-)                            | ? (-) ∞ ? (-)                                                            | ? (-) ∞ ? (-)                                                            | ? (-) ∞ ? (-)                                                            | ? (-) ∞ ? (-)                                                            |
| Grootouders                                   | Fulco I van Anjou (888-942) ∞ Roscilla van Loches (-)                    | Fulco I van Anjou (888-942) ∞ Roscilla van Loches (-)                    | Fulco I van Anjou (888-942) ∞ Roscilla van Loches (-)                    | Fulco I van Anjou (888-942) ∞ Roscilla van Loches (-)                    | Godfried van Orléans? (-) ∞ ? (-)                                        | Godfried van Orléans? (-) ∞ ? (-)                                        | Godfried van Orléans? (-) ∞ ? (-)                                        | Godfried van Orléans? (-) ∞ ? (-)                                        |
| Ouders                                        | Fulco II van Anjou (909-958) ∞ Gerberga van Orléans (ca. 920 - voor 952) | Fulco II van Anjou (909-958) ∞ Gerberga van Orléans (ca. 920 - voor 952) | Fulco II van Anjou (909-958) ∞ Gerberga van Orléans (ca. 920 - voor 952) | Fulco II van Anjou (909-958) ∞ Gerberga van Orléans (ca. 920 - voor 952) | Fulco II van Anjou (909-958) ∞ Gerberga van Orléans (ca. 920 - voor 952) | Fulco II van Anjou (909-958) ∞ Gerberga van Orléans (ca. 920 - voor 952) | Fulco II van Anjou (909-958) ∞ Gerberga van Orléans (ca. 920 - voor 952) | Fulco II van Anjou (909-958) ∞ Gerberga van Orléans (ca. 920 - voor 952) |